# 코야나기 루미코
코야나기 루미코(일본어: 小柳ルミ子, 1952년 7월 2일 ~ )는 1970년대를 대표하는 일본의 여성 아이돌, 가수, 배우이다. rumico라는 예명으로도 활동하였다. 본명은 코야나기 루미코(小柳留美子).

## 생애
지금의 후쿠오카시 사와라구 출신으로 지쿠시 조가쿠엔 중학교(일본어: 筑紫女学園中学校)를 졸업 후 다카라즈카 음악학교에 입학했다. 입학 후 2년 동안 아침 9시부터 밤 10시까지 배웠고, 기숙사 통금 시간인 11시에 아슬아슬하게 맞추며 바쁜 인생을 산다. 그 시기에, 아즈사 미치요 (梓みちよ, 다카라즈카 음악학교 선배)를 알고 있는 친구가 있었고, 아즈사의 소개로 와타나베 프로덕션과 연이 닿아 가수가 되고 싶다는 희망을 전한다. 이 때 프로덕션 측에서 "다카라즈카를 수석으로 졸업하면 가수로 데뷔시켜 주겠다."고 회답했으며, 1970년 코야나기는 음악학교를 수석 졸업한다. 다만 첫 무대만은 서보고 싶어 나츠카와 루미(夏川るみ)라는 이름으로 다카라즈카 가극단에 입단하였고, 2개월 후 퇴단하였다.
1970년, 가수 데뷔 전 인지도를 쌓을 필요가 있어 NHK 연속 TV 소설 《무지개》를 통해 배우로 먼저 데뷔했다. 1971년 4월 25일 워너 브라더스 파이오니아 (지금의 워너 뮤직 재팬)과 가수로서 계약을 맺었으며, 작곡가 히라오 마사아키 (平尾昌晃)가 프로듀싱을 담당한 〈내가 사는 조카마치〉가 135만 장에 가까운 판매량을 거두며 그해 오리콘 연간 싱글 차트 1위를 차지하는 등 대성공했으며, 제2회 일본가요대상과 제13회 일본레코드대상에서 신인상을 받으며 이름을 알렸다. 1972년 발표한 네 번째 싱글 〈세토의 신부〉로 제3회 일본가요대상에서 대상을 수상한다. 
이후로도 많은 히트곡을 불렀으며, 당시 1971년 데뷔해서 두각을 나타내던 여성 아이돌 아마치 마리, 미나미 사오리와 함께 묶여 "신 산닌무스메"(新三人娘)라고 불렸다. 1980년을 전후하여 아이돌이라는 장르와는 거리를 두고, 반대로 가창력을 살린 곡을 많이 불렀다. 〈겨울역〉, 〈만나고 싶어 북쪽에〉, 〈별의 모래〉, 〈라임 라이트〉(来夢来人) 등 이후로도 많은 히트곡을 만들어냈다. 데뷔한 해인 1971년 첫 출전한 이래로 1988년까지 NHK 홍백가합전에 18년 연속으로 출전하는 기록을 세웠다.
데뷔 이래로 가수 뿐만 아니라 배우로서도 커리어를 끊임없이 이어갔다. 1982년에는 영화 《유괴보도》(誘拐報道)로 일본 아카데미상에서 최우수 여우조연상을 수상했으며, 1983년에는 《백사초》(白蛇抄)로 최우수 여우주연상을 수상하기도 했다.
이 시기는 순탄하게만 보였으나, 코야나기는 1980년대 후반부터 소속사인 와타나베 프로덕션과 독립에 관한 문제로 갈등을 빚고 있었으며, 대형 프로덕션에 소속된 아티스트는 아무리 대형급이라고 하더라도 독립이 쉽지 않았다. 코야나기 역시 이 기간 동안 전국의 민영 방송사로부터 출연이 차단되는 등 고난을 겪는다.
1989년 13세 연하의 무명 댄서 오스미 켄야 (大澄賢也)와 결혼하였으나, 2000년에 이혼하였다. 2007년에는 27세 연하인 배우 이시바시 마사타카 (石橋正高)와 약혼하였으나 입적 직전에 무산되었다.